# 喙果皂帽花
喙果皂帽花（学名：Dasymaschalon rostratum）为番荔枝科皂帽花属的植物。分布在越南以及中国大陆的云南、广东、广西、西藏等地，生长于海拔200米至1,300米的地区，见于山地密林中以及山谷溪旁疏林中，目前尚未由人工引种栽培。

## 别名
白叶皂帽花（中国植物学杂志）；白面（海南保亭）